# يوم بريل العالمي
يوم بريل العالمي يحتفل به في 4 من يناير انطلاقاً لأهمية الاهتمام بأعمال حقوق الإنسان كالمكفوفين وضعاف البصر عن طريق بريل وأهميتها. وتم اختيار تاريخًا لهذا الحدث للاحتفال به عن طريق الجمعية العامة للامم المتحدة من خلال الإعلان عنه في شهر نوفمبر عام 2018. واحتفل به كأول يوم عالميًا لبريل في 4 يناير 2019. يصادف هذا التاريخ يوم ولادة لويس بريل مخترع لغة بريل.